# Курченко Андрій Ігорович
Андрі́й І́горович Ку́рченко (29 січня 1965, м. Чернівці, Україна) — український дерматолог, імунолог та алерголог. Доктор медичних наук, професор. Завідувач кафедри клінічної імунології та алергології з секцією медичної генетики Національного медичного університету імені О. О. Богомольця. Експерт Науково-експертної ради Державного експертного центру МОЗ України. Дійсний член Європейської та Американської академій алергології та клінічної імунології. Віцепрезидент Українського товариства фахівців з імунології, алергології та імунореабілітації (УТІАІ). Заступник редактора журналу «Імунологія та алергологія. Наука і практика». Співавтор національних  підручників «Клінічна та лабораторна імунологія» (2012) та «Імунологія» (2013).

## Життєпис
Андрій Ігорович Курченко народився 29 січня 1965 року в Чернівцях у сім’ї лікаря.
У 1982 році закінчив з відзнакою середню школу і вступив на перший курс Чернівецького медичного інституту за спеціальністю «Лікувальна справа», який закінчив з відзнакою у 1988 році. У студентські роки цікавився дерматологією.
У 1988—1990 роках навчався в клінічній ординатурі, а в 1990—1993 в очній аспірантурі на кафедрі шкірних та венеричних хвороб при Київському державному інституті удосконалення лікарів (КДІУЛ). У ті роки кафедру очолював видатний радянський дерматовенеролог, засновник української школи дерматовенерології, професор Борис Тихонович Глухенький (1925–2015). Починаючи з 1970-х років на кафедрі почав розвиватися напрям імунодерматології, який до кінця 1980-х став основним.
У 1993 році під керівництвом професорів Глухенького Б. Т і патоморфолога Сільченка В. П. Андрій Ігорович Курченко захистив кандидатську дисертацію «Роль клітинно-опосередкованого імунітету в патогенезі екземи та метод імунокоригуючої терапії хворих».
З 1993 по 1997 роки працював на кафедрі шкірних і венеричних хвороб спочатку на посаді асистента, згодом — старшого наукового співробітника науково-дослідного центру (КДІУЛ). 
У 1996 проходив стажування у Великій Британії.
З 1997 року асистент, а з 2005 року — доцент кафедри клінічної імунології та алергології з секцією медичної генетики Національного медичного університету імені О. О. Богомольця.
У 2008 році захистив докторську дисертацію «Атопічний дерматит: характеристика змін системного та локального імунітету» (науковий консультант професор Драннік Георгій Миколайович) 
У 2012 році обраний на посаду завідувача кафедри клінічної імунології та алергології із секцією медичної генетики НМУ імені О. О. Богомольця.
У 2014 році А. І. Курченку надано вчене звання професор.

## Наукова діяльність
Тематика наукових досліджень професора Курченка включає: імунологію слизових оболонок і шкіри, імунодерматологію, алергологію, молекулярну генетику.
Отримав вищі професійні категорії за спеціальностями: клінічна імунологія, алергологія, та кваліфікаційні підтвердження зі спеціальностей: дерматовенерологія, генетика та організація охорони здоров’я.
Член двох спеціалізованих вчених рад за фахом імунологія та алергологія.
З 2011 року — віцепрезидент Українського товариства фахівців з імунології, алергології та імунореабілітації (УТІАІ).
З 2012 року — експерт Науково-експертної ради Державного експертного центру МОЗ України. 
З 2013 року — член клініко-експертної комісії МОЗ України з алергології, імунології, клінічної та лабораторної імунології. 
Брав участь у розробці стандартів надання медичної допомоги (уніфікованих медичних протоколів) з атопічного дерматиту, загального варіабельного імунодефіциту, дефіциту мієлопероксидази фагоцитів,  медикаментозної алергії, включаючи анафілаксію, герпетичної інфекції.
Лікар-консультант вищої категорії з клінічної імунології та алергології Інституту серця МОЗ України.
У 2012—2014 роках — завідувач відділу аспірантури, з 2015 року — голова апробаційної ради «Теоретична медицина» Національного медичного університету імені О. О. Богомольця та член науково-координаційної ради.
У 2015—2017 роках — керівник НДР з вивчення клінічних, імунологічних, генетичних особливостей діагностики та лікування захворювань, асоційованих з патологією слизових оболонок та лімфоїдної тканини.
Заступник головного редактора фахового журналу «Імунологія та алергологія: наука і практика», член редакційної колегії журналу «Астма та алергія». 
Співавтор 2 підручників, 3 навчальних посібників, 5 навчальних програм, понад 200 наукових праць, 7 патентів на винаходи.

## Міжнародна діяльність
Дійсний член Європейської та Американської академій алергології та клінічної імунології.
У 2001 році А. І. Курченко був одним з організаторів першої в Україні міжнародної школи молодих вчених під егідою Європейського та Американського товариств імунологів та алергологів. Школа була проведена у Києві та Криму, лекції читали 32 професори, а слухачами були понад сто молодих вчених з різних країн світу. У процесі підготовки почалася співпраця з професором Гарвардського університету, керівником Інституту імунологічних досліджень Нової Англії (IRINE) Лоуренсом Ду Баски, що стало початком наукового співробітництва між НМУ імені О. О. Богомольця та Інститутом імунологічних досліджень Нової Англії (IRINE) у м. Гарднер (США), яке триває більш ніж 20 років.
У 2019 році професор Курченко, в межах міжурядового договору між Україною і КНР на персональне запрошення медичної компанії БоЖунь, перебував з робочим візитом у Китайській Народній Республіці. А. І. Курченком було прочитано цикл лекцій з питань генетичних основ і сучасних методів діагностики та лікування імунозалежних хвороб шкіри, проведено велику кількість консультацій, консиліумів, обговорень результатів лікування. Також було підписано договір про співпрацю наукового і консультативного напряму з Дослідним інститутом профілактики та терапії  (м. Гуанчжоу, провінція Гуандун) і проведено переговори з питань залучення до спільних наукових проєктів українських фахівців з академічних центрів і університетів.
Учасник Другого українсько-китайського форуму найвищого рівня з традиційної китайської медицини (ТКМ), присвяченого інтеграції ТКМ в медичну галузь України (6—7 жовтня 2019 року, Київ). 

## Нагороди
- У жовтні 2016 року нагороджений Подякою Міністерства освіти і науки України[27].
- Наприкінці 2019 року відзначений нагородою Всеукраїнської асоціації східної медицини за розбудову кооперації між українською та китайською традиційною медициною[3].

## Підручники
- Клінічна та лабораторна імунологія. Національний підручник / за загальною редакцією доктора медичних наук, професора Кузнецової Л. В.; доктора медичних наук, професора Фролова В.М.; доктора медичних наук, професора Бабаджана В. Д. — К. : ООО «Полиграф плюс», 2012. — 922 с. — ISBN 978-966-8977-28-2.

- Імунологія. Національний підручник / за загальною редакцією проф. Кузнецової Л. В., проф. Бабаджана В. Д., член–кор. НАМН України, проф. Харченко Н. В. — Вінниця : ТОВ «Меркьюрі Поділля», 2013. — 563 с. — ISBN 978-966-2696-79-0.

## Публікації
- Иммунная система слизистых, физиологическая микрофлора и пробиотики: монографія / Г. Н. Дранник, А. И. Курченко, А. Г. Дранник. — К. : Полиграф Плюс, 2009. — 141 с. — ISBN 978-966-8977-02-2
- Современные представления об этиологии и патогенезе полипозных риносинуситов, протекающих на фоне круглогодичного аллергического ринита. Монография / Л. В. Кузнецова и др. — Киев: Актавис Украина, 2015. — 94 с.
- Роль стафілококових суперантигенів в патогенезі атопічного дерматиту // Інфекц. хвороби. — 2006. — № 3.
- Production of TNF-α and IL-12 by Peripheral Blood Mononuclear Lymphocytes from Patients with Herpes Virus Infections Reflects the Intensity of Clinical Symptoms // Clinical Immunology. — 2008. — Vol. 127 (співавт.).
- Cytokine Profile Shifts In Patients With Recurrent Herpes Simplex Of The Oral Mucosa And Lips // J. of Allergy and Clinical Immunology. — 2012. — Vol. 129, issue 2 (співавт.).